# Adenomus kelaartii
Espèce
Synonymes
- Bufo kelaartii Günther, 1858
- Adenomus badioflavus Cope, 1861 "1860"

Statut de conservation UICN

 EN B1ab(iii)+2ab(iii) : En danger
Adenomus kelaartii est une espèce d'amphibiens de la famille des Bufonidae.

## Répartition
Cette espèce est endémique du Sud-Ouest du Sri Lanka. Elle se rencontre entre 30 et 1 230 m d'altitude.

## Description
Adenomus kelaartii a la face dorsale brune et la face ventrale jaunâtre tacheté de brun'.

## Étymologie
Son nom d'espèce lui a probablement été donné en l'honneur de Edward Frederick Kelaart, médecin et zoologiste britannique (1819-1860).

## Publication originale
- Günther, 1858 : Catalogue of the Batrachia Salientia in the collection of the British Museum (texte intégral).